# Nas Profundezas (livro)
Là-bas, traduzido como Lá Embaixo ou Nas Profundezas, é um romance do escritor francês Joris-Karl Huysmans, publicado pela primeira vez em 1891. É a obra mais famosa de Huysmans depois de À rebours. Là-Bas trata do assunto do satanismo na França contemporânea, e o romance gerou certa controvérsia em sua primeira aparição. É o primeiro dos livros de Huysmans a apresentar o personagem Durtal, um retrato mal disfarçado do próprio autor, que viria a ser o protagonista de todos os romances subsequentes de Huysmans: En Route, La Cathédrale e L'Oblat.

## História e enredo
Là-Bas foi publicado pela primeira vez em folhetim pelo jornal L'Écho de Paris, com a primeira parcela aparecendo em 15 de fevereiro de 1891. Saiu em livro em abril do mesmo ano; a editora era Tresse et Stock. Muitos dos leitores mais conservadores do L'Écho de Paris ficaram chocados com o assunto e instaram o editor a interromper a serialização, mas ele os ignorou. A venda do livro foi proibida nas estações ferroviárias francesas.
O enredo de Là-Bas diz respeito ao romancista Durtal, que se revolta com o vazio e a vulgaridade do mundo moderno. Ele busca alívio voltando-se para o estudo da Idade Média (o capítulo um contém a primeira apreciação crítica do retábulo Tauberbischofsheim de Matthias Grünewald) e começa a pesquisar a vida do notório assassino de crianças do século XV, Gilles de Rais. Por meio de seus contatos em Paris (notavelmente o Dr. Johannes, inspirado em Joseph-Antoine Boullan), Durtal descobre que o satanismo não é simplesmente uma coisa do passado, mas vivo na virada do século na França. Ele embarca em uma investigação do submundo oculto com a ajuda de sua amante, Madame Chantelouve. O romance culmina com a descrição de uma missa negra.

## Recepção
Dave Langford revisou Là-Bas para White Dwarf #88 e descreveu isso como "Um livro sinistro e influente, contendo a famosa descrição da Missa Negra com a presença do próprio Huysmans."

## Adaptações
Em forma de roteiro, Norman Mailer escreveu um romance baseado em Là-Bas de Huysmans intitulado Trial of the Warlock. Este trabalho foi traduzido para o japonês por Hidekatsu Nojima e publicado como um livro intitulado Kuro-Misa (Missa Negra) pela Shueisha em 1977.
Luis Buñuel e Jean-Claude Carrière escreveram um roteiro baseado no romance, mas ele nunca foi filmado.